# Lifesavas
Lifesavas est un groupe américain de hip-hop, originaire de Portland, Oregon. Son style musical se caractérise par des rimes en équipe, des récits concrets et une production pleine d'émotion. Les styles des emcees et leurs compétences en matière d'écriture de morceaux sont mis en valeur dans les arrangements d'une compilation funky de sujets et de concepts.

## Histoire
Vursatyl et Jumbo se rencontrent en jouant au basket-ball et en s'amusant dans les parcs de Portland,. Travaillant d'abord sur des projets différents dans le même studio de fortune, ils ont décidé d'unir leurs forces créatives. DJ Rev Shines les rejoint, créant ainsi un trio.
Vursatyl est invité à faire des chœurs pour Blackalicious pendant leurs concerts. Peu après, Jumbo et Shines rejoignent Vursatyl en tournée, ouvrant pour les artistes de Quannum, Blackalicious et Latyrx. Cela conduit à un contrat d'enregistrement avec Quannum Projects en 2003, où ils sortent leur premier album Spirit In Stone. Le premier single est What If It's True ?.
Dans sa critique de Spirit in Stone, The New York Times écrit que les Lifesavas « passent d'une politique conspirationniste à une critique moqueuse du hip-hop commercial [...]. Ils gardent un sens de l'humour au milieu de leur droiture. » Robert Christgau donne à l'album un « A- », écrivant que le trio « mène avec un son, moins catholique que celui de leurs professeurs De La Soul, mais toujours très absorbant, de type jazz, avec un courant sous-jacent jamaïcain fluide ».

## Discographie

### Albums studio
- 2003 : Spirit in Stone
- 2007 : Gutterfly

### Apparitions
- 2003 : Government Cheese sur We Came from Beyond, Vol. 2
- 2004 : Hello_Hi_Hey sur Molson Red Leaf Collection Vol. 1